# イワン・ペトロフ

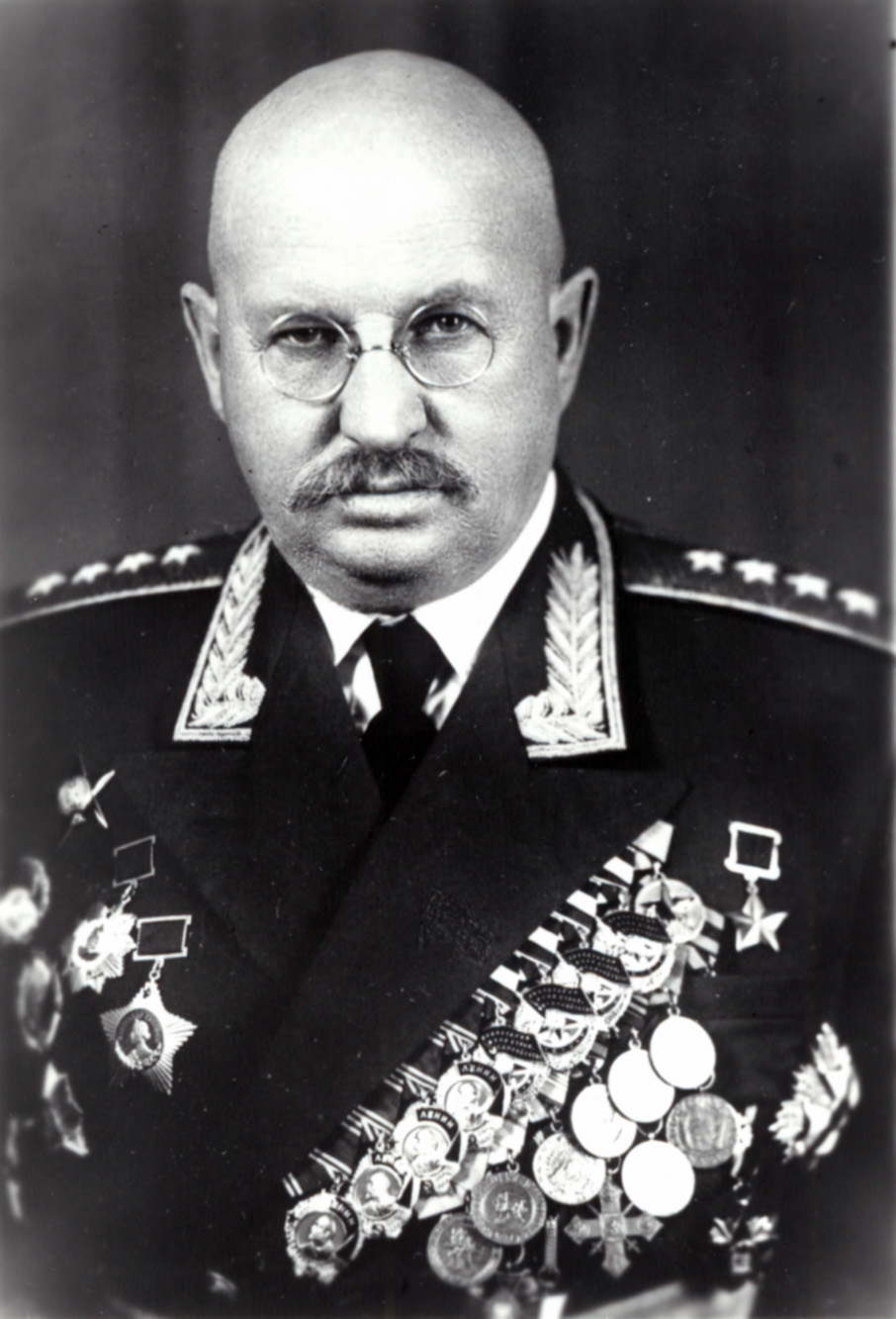
1950年代撮影

イワン・エフィモヴィッチ・ペトロフ（ロシア語: Иван Ефимович Петров、1896年9月18日 - 1958年4月7日）は、ソ連の軍人。上級大将。ソ連邦英雄。

## 経歴
トルブチェフスク（現ブリャンスク州）の手工業者の家庭に生まれる。1916年、教員セミナー卒業後、ロシア帝国軍に入隊。1917年、軍事学校卒業後、予備歩兵連隊（アルハンゲリスク）の半中隊長として勤務。
1918年、赤軍に志願し、ロシア共産党（ボリシェヴィキ）に入党する。ロシア内戦時、サマラのアナーキストの蜂起の鎮圧に参加し、東部戦線で白軍コサックと戦い、1920年5月から西部戦線でポーランド・ソビエト戦争に従軍した。この間、小隊長、特別支隊軍事裁判所所員、連隊政治委員を歴任した。
内戦終結後、中央アジア軍管区で勤務し、旅団政治委員、師団参謀長、独立騎兵中隊長、連隊長、独立旅団長、山岳狙撃師団長を歴任し、バスマチとの戦闘に参加した。1926年と1931年に指揮要員完全化課程を修了。1933年1月、統合中央アジア軍事学校長。1940年6月、狙撃師団長、同年10月から中央アジア軍管区歩兵監察官。1941年3月、機械化軍団長。

### 第二次世界大戦
独ソ戦勃発後、1941年7月から南部戦線の第25狙撃師団長。その後、沿海軍司令官（1941年10月～1942年7月、1943年11月～1944年2月）となり、オデッサとセヴァストポリの防衛を組織した。1942年8月、第44軍司令官、同年10月、ザカフカーズ戦線黒海軍集団司令官、1943年3月、第33軍司令官、同年5月、北カフカーズ戦線司令官。ペトロフ指揮下の部隊は、ケルチ・エリチゲン上陸作戦に参加し、タマン半島、マイコプ、クラスノダール、ノヴォロシースクの解放に参加した。1944年3月から西部戦線第33軍司令官、同年4月から第2白ロシア戦線司令官、8月から第4ウクライナ戦線司令官、1945年4月から第1ウクライナ戦線参謀長。ベルリン及びプラハ攻勢作戦時の功績により、ソ連邦英雄の称号を授与される。戦時中、ペトロフの名前は、最高司令官令において22度言及された。

### 戦後
1945年7月、トルケスタン軍管区司令官、1952年7月、ソビエト軍第一副主任監察官、1953年4月、戦闘訓練・体育総局長、1955年3月、地上軍第一副総司令官、1956年1月、ソ連国防省主任監察官。1957年6月から国防次官附属主任科学顧問。
第2期～第4期ソ連最高会議代議員。

## 表彰・受勲
ソ連邦英雄。レーニン勲章5個、赤旗勲章4個、一等スヴォーロフ勲章、労働赤旗勲章、赤星勲章、トルクメン・ソビエト社会主義共和国赤旗勲章、ウズベク・ソビエト社会主義共和国赤旗勲章を受章。

## 登場作品
- 映画『ロシアン・スナイパー』 - 監督：セルゲイ・モクリツキー、2015年
  - 実在の狙撃手であるリュドミラ・パヴリチェンコの視点から第二次世界大戦における独ソ戦を描く。
  - ペトロフは、リュドミラの父と戦友であったと語り、戦況の激化までは気に掛けることもあった。演 - ヴァレリー・グリシコ。